# Basuto (cargo)
Pour les articles homonymes, voir Basuto.
Le  Basuto est un petit cargo de type Clyde puffer (en) construit en 1902 par William Jacks & Co. à Port Dundas en Écosse pour son propre usage sur le canal de Forth et Clyde.
En 1919, il a été vendu à  un marchand de charbon de Belfast J. Kekky & Co.. Dans les années 1920, il a été acquis par Cooper & Sons de Widnes, et  converti en barge à voile pour transporter du sable et du gravier.  
Plus tard, il a été acheté par Manchester Dry Docks Ltd et a été rééquipé d'un moteur à vapeur. Sa chaudière date de 1961 et a été fabriqué par Cradley Boiler Company.  
En 1981, il a été acquis par le Musée du bateau à Ellesmere Port où il est exposé depuis. 
Ce bâtiment est inscrit au registre du National Historic Ships  depuis 1993 et il est aussi l'un des nombreux bateaux de la National Historic Fleet.